# Miyazaki
Miyazaki (宮崎県, Miyazaki-ken) é uma prefeitura do Japão localizada na ilha de Kyushu. A capital é a cidade de Miyazaki.

## História
Após a Restauração Meiji, a província de Hyūga foi renomeada pproara prefeitura de Miyazaki.
Em maio de 2010, o Governador declarou estado de emergência devido a uma doença que ataca os pés e as bocas.

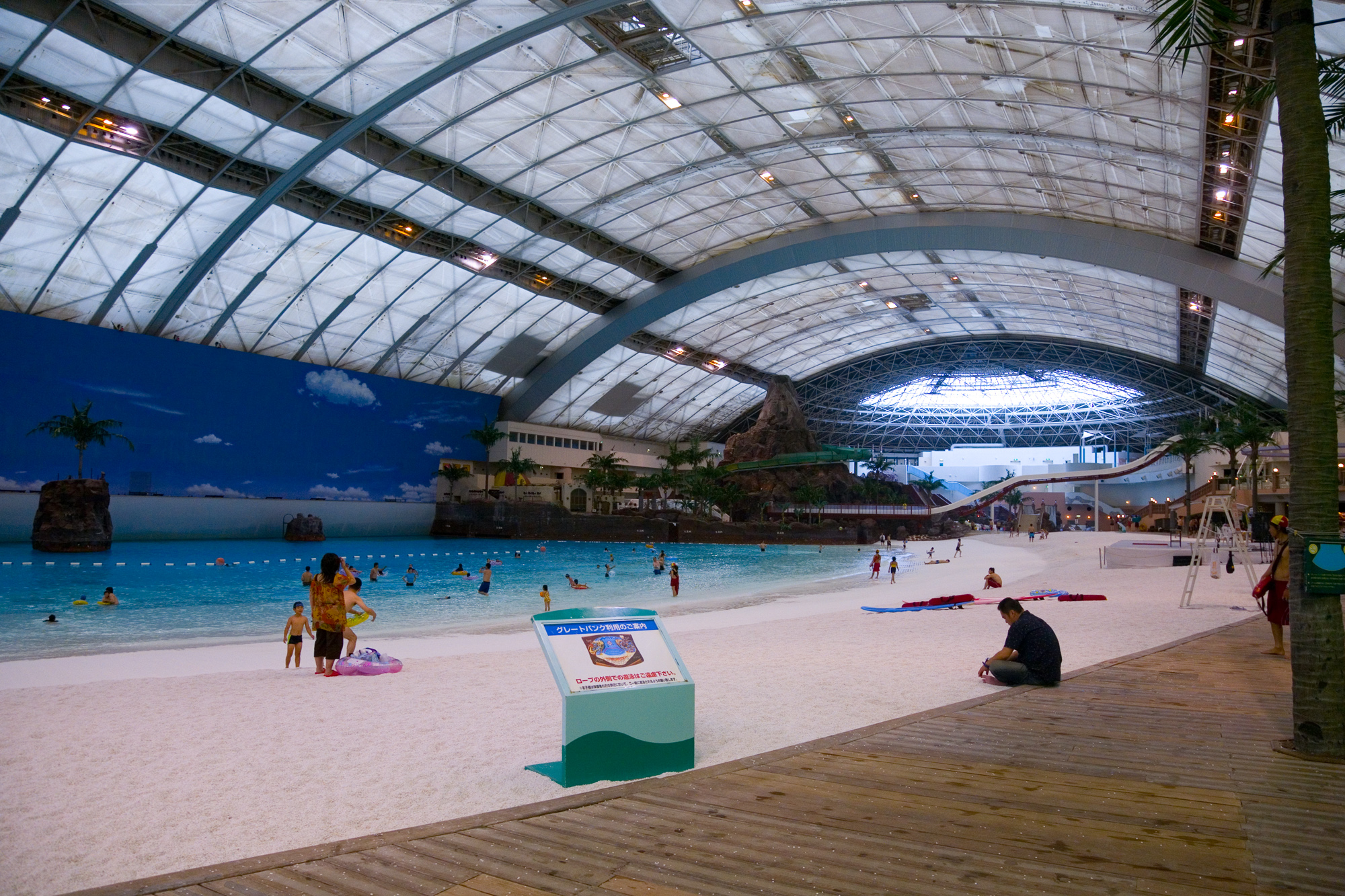
Seagaia Ocean Dome, em Miyazaki

## Geografia
A prefeitura de Miyazaki está localizada na costa leste da ilha de Kyushu. Cercada pelo Oceano Pacífico a sul e a leste, a prefeitura de Oita a norte, e Kumamoto e Kagoshima a oeste. É uma das únicas duas localidades na Terra onde o fungo Chorioactis geaster é encontrado.

### Cidades

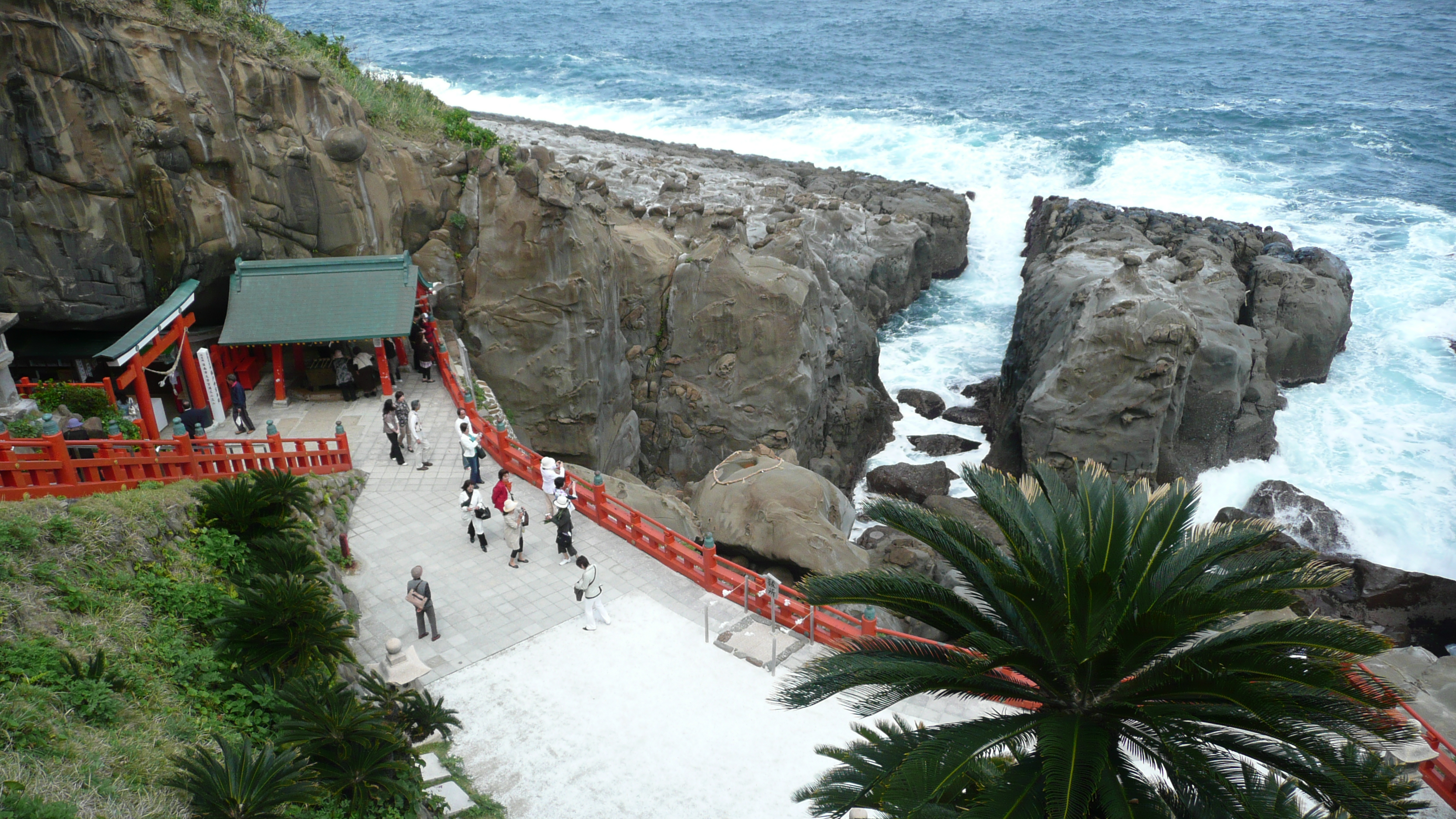
Udo Jingu, um templo construído dentro da pedra

Em negrito, a capital da prefeitura.
- Ebino
- Hyuga
- Kobayashi
- Kushima
- Miyakonojo
- Miyazaki
- Nichinan
- Nobeoka
- Saito

### Distritos
- Distrito de Higashimorokata
- Distrito de Higashiusuki
- Distrito de Kitamorokata
- Distrito de Koyu
- Distrito de Minaminaka
- Distrito de Miyazaki
- Distrito de Nishimorokata
- Distrito de Nishiusuki